# Hadrodactylus seldoviae
Hadrodactylus seldoviae là một loài tò vò trong họ Ichneumonidae.